# Spoorlijn Almelo - Salzbergen
De Spoorlijn Almelo - Salzbergen is de op 18 oktober 1865 geopende grensoverschrijdende spoorlijn die het Nederlandse Almelo met het Duitse Salzbergen verbindt. Het Duitse deel van de spoorlijn heeft het DB-nummer 2026.

## Geschiedenis
De lijn is aangelegd door de Spoorweg-Maatschappij Almelo-Salzbergen (AS), opgericht als NV op 18 augustus 1862 te Almelo met als doel Twente en in het bijzonder Almelo te verbinden met zowel het Nederlandse als het Duitse spoorwegnet. In 1865 was dit de eerste spoorlijn in Twente en daarmee was de regio eerder op het Duitse dan op het Nederlandse net aangesloten. Nog geen maand later, in november 1865, bereikte Staatslijn D vanuit Zutphen het station van Hengelo en was de verbinding met het Nederlandse spoorwegennet een feit. In Salzbergen, toen gelegen in het Koninkrijk Hannover, sloot de lijn aan op de in 1855 geopende spoorlijn Hamm - Emden van Hamm via Rheine en Leer naar Emden. De spoorlijn werd vanaf 1866 geëxploiteerd door Staatsspoor en uiteindelijk werd de spoorlijn in 1926 opgekocht door Hollandspoor.

### Spoorverdubbeling
Initieel werd de lijn enkelsporig aangelegd, maar mede doordat de verbinding in Almelo al snel aansluiting kreeg op de spoorlijnen naar Zwolle en Deventer nam het belang van de lijn toe. In 1902 werd daarom het gedeelte Almelo-Hengelo verdubbeld. In Hengelo werd hierbij meteen het grootste gedeelte van de lijn en het emplacement verhoogd aangelegd. Door de zandwinning daarvoor is het Lonnekermeer ontstaan.
Het gedeelte Hengelo - Oldenzaal volgde in 1905 en in 1913 was de gehele lijn verdubbeld.

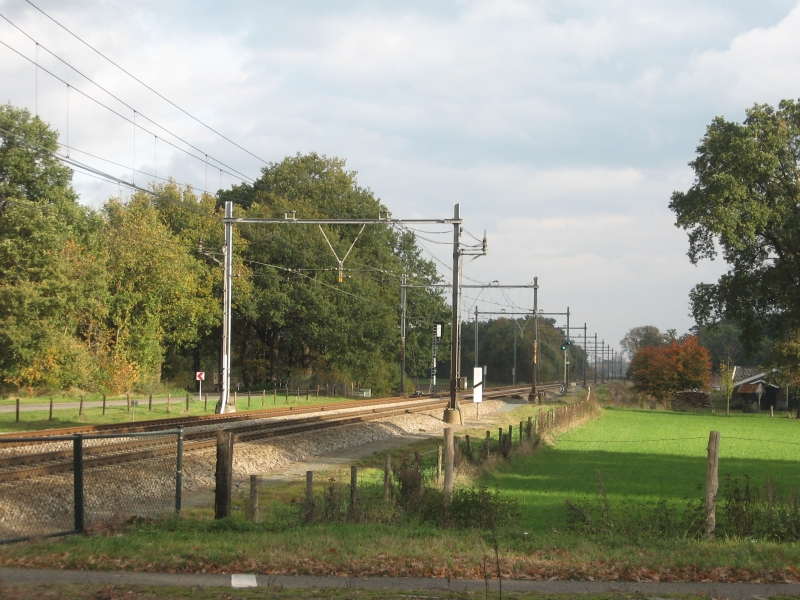
De spoorlijn tussen Oldenzaal en Bad Bentheim nabij De Lutte

### Elektrificatie
Voor de Tweede Wereldoorlog werd het middennet van het Nederlandse spoorwegnetwerk al geëlektrificeerd. De lijn Almelo - Salzbergen hoorde hier niet bij. Begin jaren 1950 werd besloten om de rest van het hoofdrailnet ook te elektrificeren. Het traject van Almelo naar Oldenzaal kon met ingang van 20 mei 1951 elektrisch bereden worden en het traject van Oldenzaal naar Bad Bentheim werd in de jaren 1975-1976 geëlektrificeerd met een gelijkspanning van 1500 volt. Per 30 mei 1976 konden Nederlandse elektrische locomotieven daardoor doorrijden naar Bad Bentheim. Het traject van Bad Bentheim naar Salzbergen was ook per 30 mei 1976 geëlektrificeerd met een wisselspanning van 15.000 volt, 16⅔ Hz.
Door het verschil in spanning in Nederland en Duitsland is het op de sporen 1 tot en met 5 mogelijk gemaakt om de bovenleidingspanning om te schakelen van de Nederlandse gelijk- naar Duitse wisselspanning en omgekeerd. Omdat het nieuwe seinhuis in Bad Bentheim, dat de techniek om van bovenleidingspanning te wisselen aanstuurt, pas in 1978 in dienst kwam, werd de eerste twee jaren gebruik gemaakt van diesellocomotieven om de elektrische locomotieven van de trein te rangeren. Voor de elektrificatie werden de locomotieven gewisseld in Hengelo of Oldenzaal. Oldenzaal en Bentheim fungeerden ook als douanestations, maar sinds het wegvallen van de Europese binnengrenzen stoppen de internationale sneltreinen niet meer in Oldenzaal. Dit is mede reden geweest voor diverse lokale en regionale overheden om te ijveren voor een grensoverschrijdende lightrailverbinding. Die werd van december 2010 tot december 2013 verzorgd door Syntus.

### Beveiliging
Tot in de jaren 1960 werd op het Nederlandse deel het treinverkeer geleid door middel van klassieke beveiliging. Hiertoe waren te Almelo, Borne, Hengelo en Oldenzaal seinhuizen aanwezig om de wissels en seinen op die stations te bedienen. Tussen de stations werd gebruik gemaakt van een blokstelsel met blokposten. Tussen Almelo en Borne bestond blokpost 9 bij kilometer 7.100, tussen Hengelo en Oldenzaal blokpost 23 bij km 20.825 en tussen Hengelo en Enschede blokpost 81 bij kilometer 49.217.
Halverwege de zestiger jaren werd een begin gemaakt met de ombouw naar relaisbeveiliging door middel van NX-beveiliging. Ter voorbereiding hierop werden de emplacementen Almelo en Oldenzaal aangepast aan de besturing op afstand (CVL-beveiliging). Geleidelijk werden de lokale seinhuizen vervangen door een centrale seinpost (Post T) te Hengelo:
- Per 24 november 1968 kwam de klassieke beveiliging in Almelo te vervallen;
- Per 30 maart 1969 kwam de klassieke beveiliging in Hengelo en Borne te vervallen. Borne werd een halte langs de vrije baan. Tussen Almelo en Hengelo kwam automatisch blokstelsel, geschikt voor dubbel-enkelspoorrijden, in dienst en kwam blokpost 9 te vervallen;
- Per 11 mei 1969 kwam de klassieke beveiliging in Oldenzaal te vervallen. Tussen Hengelo en Oldenzaal kwam automatisch blokstelsel, geschikt voor dubbel-enkelspoorrijden in dienst en kwam blokpost 23 te vervallen. Tussen Oldenzaal en de grens kwam automatisch blokstelsel geschikt voor dubbelspoorrijden in dienst.

In de nacht van 17 op 18 maart 2002 is de centrale seinpost te Hengelo buiten dienst gegaan. Sindsdien worden de wissels en seinen in Almelo, Hengelo en Oldenzaal vanuit de verkeersleidingpost in Zwolle bediend.
Tussen de grens en Salzbergen bleef tot 1978 de klassieke beveiliging met seinhuizen in Gildehaus, Bad Bentheim en Schüttorf en een blokpost nabij Springbiel in dienst. In 1978 werd in Bad Bentheim een nieuw seinhuis van het type SpDrS60 in gebruik genomen en daarmee kwamen de seinhuizen in Gildehaus, Schüttorf en het oude seinhuis te Bad Bentheim en de blokpost te Springbiel te vervallen. Vanuit dit nieuwe seinhuis worden niet alleen de wissels in Bad Bentheim en Schüttorf op afstand bediend, maar ook de omschakelbare bovenleiding op het emplacement van Bad Bentheim.

### Almelo verdiept

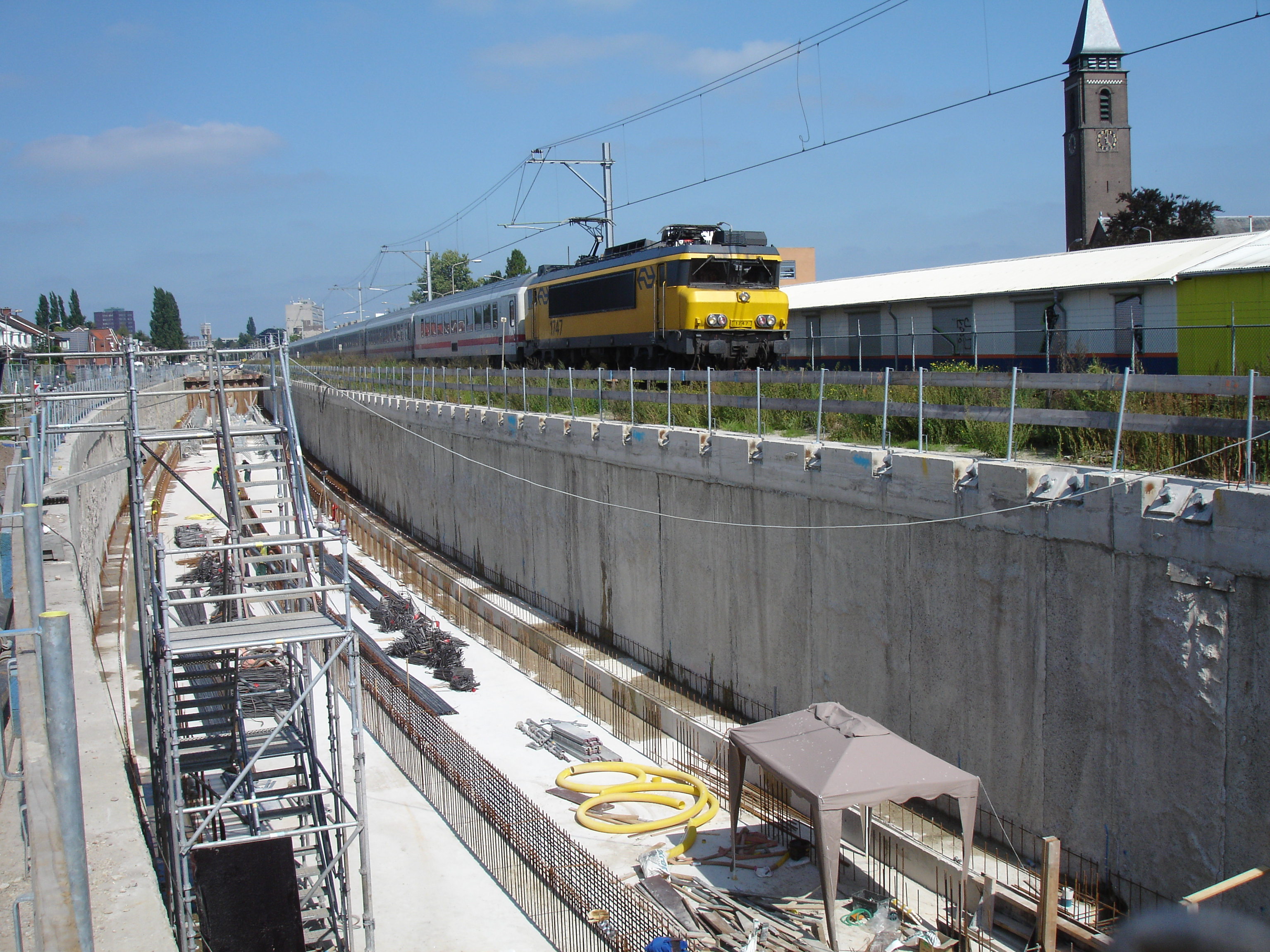
De verdiepte spoorbak in aanleg. Voor de duur van de werkzaamheden lag er een noodspoor, rechtsboven op de foto.

Van 2006 tot 2009 is tussen de stations Almelo en Almelo de Riet een verdiepte spoorbak gebouwd. Sinds de zomer van 2009 rijden de treinen tussen Almelo en Almelo de Riet door deze verdiepte bak, die niet geheel ondergronds is (want er zit geen dak op); de bovenleidingportalen steken deels boven de grond uit. Alle overwegen zijn daarbij vervangen door viaducten.

## Stations en gebouwen
Overzicht van stations langs de lijn (cursief: voormalig station):
| Station        | Geopend | Huidig gebouw                                        |
| -------------- | ------- | ---------------------------------------------------- |
| Almelo         | 1865    | 1962, NS, 3e gebouw, uniek ontwerp van Van der Gaast |
| Almelo de Riet | 1926    | 1957, NS, 1e gebouw, standaardtype Vierlingsbeek     |
| Zenderen       | 1888    | geen, station gesloten in 1941                       |
| Borne          | 1865    | 1975, NS, 2e gebouw, standaardtype Beilen            |
| Hengelo        | 1865    | 1951, NS, 3e gebouw, uniek ontwerp van Schelling     |
| Hengelo Oost   | 1975    | geen                                                 |
| Oldenzaal      | 1865    | 1957, NS, 3e gebouw, uniek ontwerp van Van der Gaast |
| Gildehaus      | 1865    | geen, station gesloten in de jaren 50                |
| Bad Bentheim   | 1865    | 1866, AS, 1e gebouw, uniek ontwerp van Ewerbeck      |
| Schüttorf      | 1865    | bouwjaar onbekend                                    |
| Salzbergen     | 1865    | bouwjaar onbekend                                    |

Noot: de stations Hengelo GOLS en Oldenzaal EO lagen fysiek niet direct aan de spoorlijn Almelo - Salzbergen, maar stonden naast de stations Hengelo en Oldenzaal als eindstation van de Spoorlijn Doetinchem - Hengelo GOLS en Spoorlijn Boekelo - Oldenzaal EO.
Wachthuisjes zijn te vinden op Lijst van wachtposten aan de spoorlijn Almelo - Salzbergen.

## Treindienst
Hieronder de treindiensten geheel of gedeeltelijk in Nederland, in heden, verleden of toekomst. Verder rijden er naast deze treinseries verschillende vervoerders met goederentreinen.
| Serie         | Treinsoort                                    | Route | Bijzonderheden |
| ------------- | --------------------------------------------- | --- | --- |
| 140/240 IC 77 | Intercity (NS International / DB Fernverkehr) | Amsterdam Centraal – Hilversum – Amersfoort Centraal – Apeldoorn – Deventer – Hengelo – Bad Bentheim – Rheine – Osnabrück Hbf – Bünde (Westf) – Hannover Hbf – Berlin-Spandau – Berlin Hbf – Berlin Ostbahnhof | Stopt niet in Almelo. Rijdt elke twee uur.                                                                                                  |
| 1700          | Intercity (NS)                                | Den Haag Centraal – Gouda – Utrecht Centraal – Amersfoort Centraal – Apeldoorn – Deventer – Almelo – Hengelo – Enschede                                                                                        | Rijdt na 20:00 uur tussen Enschede en Utrecht Centraal en rijdt dan vanaf Utrecht Centraal door als Intercity 2800 naar Rotterdam Centraal. |
| 7000          | Sprinter (NS)                                 | Apeldoorn – Deventer – Almelo – Hengelo – Enschede | Rijdt in de spits van/naar Enschede |
| 7900 RS 23    | Sprinter (Keolis)                             | Zwolle – Almelo – Hengelo – Enschede | Onderdeel van Blauwnet |
| 17900 IC 23   | Intercity (Keolis)                            | Zwolle – Almelo – Hengelo – Enschede | Onderdeel van Blauwnet. Rijdt alleen op werkdagen overdag en 1x per uur.                                                                    |
| 20350 RB 61   | Stoptrein/Regionalbahn (Keolis)               | Hengelo – Bad Bentheim – Rheine – Osnabrück Hbf – Bünde(Westf) – Bielefeld Hbf | Wiehengebirgsbahn |
| 31200 RS 24   | Stoptrein (Arriva)                            | Zutphen – Hengelo – Oldenzaal | Onderdeel van Blauwnet. |

Treinserie 20350/RB61 reed vanwege technische problemen, tot 26 februari 2018, niet tussen Bad Bentheim en Hengelo.

### Almelo - Hengelo
Het traject tussen Almelo en Hengelo maakt onderdeel uit van het Nederlandse hoofdrailnet. Verschillende vervoerders maken gebruik van de lijn en het is het drukst bereden deel van de lijn. De Nederlandse Spoorwegen (NS) rijdt intercity-, sprinter- en internationale treinen. Sinds 2017 biedt Blauwnet ook intercity- en sprinterdiensten aan.

#### Intercity
De NS zet voor de intercitytreinen Koplopers en DDZ's in. Dagelijks rijdt er tweemaal per uur een intercity van Schiphol/Den Haag via Almelo en Hengelo naar Enschede. Keolis zet met ingang van de 27 augustus 2018 een keer per uur op werkdagen de FLIRT in als intercity tussen Enschede en Zwolle. Tot 27 augustus 2018 reed deze trein niet verder dan Raalte, wegens gebrek aan opstelruimte in Zwolle.

#### Sprinters
Net als bij de intercitydiensten bieden zowel de NS als Blauwnet sprinterdiensten aan op dit deel van de lijn. De NS rijdt in de spits met SNG tussen Enschede en Apeldoorn via Hengelo, Almelo en Deventer. Sinds december 2017 rijdt Keolis met de FLIRT een sprinterdienst tussen Enschede en Zwolle via Hengelo, Almelo en Nijverdal. Tot december 2017 reed de NS een sprinterdienst met Buffels tussen Enschede en Zwolle.

### Hengelo - Oldenzaal
Sinds de elektrificatie op 20 mei 1951 reed doorgaans een pendeltrein tussen Hengelo en Oldenzaal in aansluiting op een sneltrein of intercity naar Enschede. Wegens kostenbesparing reed van 1994-1998 in de avonduren een NS bus in plaats van trein die niet stopte in Hengelo Oost.
Met de overname van de exploitatie van de reizigersdienst op het traject door Syntus in december 2003 bleef het traject vooralsnog een regionale zijlijn en werd gekoppeld aan de lijn Hengelo - Zutphen.
Sinds december 2023 wordt de treindienst verzorgd door Arriva, dat hiervoor gebruikmaakt van het types LINT en GTW. Er rijden dagelijks twee treinen per uur, die na Hengelo doorrijden naar Zutphen ('s avonds rijdt slechts een van de twee treinen door naar Zutphen). Met ingang van de dienstregeling 2018 rijden de treinen onder de merknaam Blauwnet. Tot december 2017 werd deze dienst verzorgd door Syntus. Tussen Hengelo en Oldenzaal wordt met dieseltreinen onder de draad gereden.

### Internationale treinen

#### Internationale Intercity
De internationale Intercity van NS en DB rijdt zeven maal per dag tussen Amsterdam en Berlijn ('s avonds tot Hannover of Bad Bentheim). De bovenleiding staat tot aan Bad Bentheim onder de in Nederland gebruikelijke 1500 V gelijkspanning. De elektrische locomotief moest tot 10 december 2023 in Bentheim worden gewisseld om verder te kunnen rijden. Tot de elektrificatie van het grenstraject in 1976 werd de locomotief in Hengelo gewisseld, wat geen problemen gaf omdat de Duitsers een diesellocomotief gebruikten. De Duitsers gebruikten hiervoor onder andere de serie 220 of 221 (de vroegere V200). De internationale Intercity stopt sinds het vervallen van de grenscontroles niet meer in Oldenzaal.
Tot eind 2006 reed de internationale sneltrein onafhankelijk van de binnenlandse intercity's. Hierbij werden Almelo, Apeldoorn en Deventer overgeslagen. Het eindpunt was Amsterdam Centraal.
Van 2006 tot 2012 reed de internationale sneltrein in Nederland als reguliere intercity. Dat wil zeggen dat de vertrektijden in Nederland pasten in het regelmatige patroon van de intercitytreinen Twente - Schiphol. Reed er een internationale sneltrein, dan verviel de intercity die volgens het regelmatige patroon op dat moment zou moeten vertrekken. Voor reizigers van en naar Enschede betekende dit, dat ze in Hengelo moesten overstappen, terwijl ze een half uur eerder of later een doorgaande trein vonden.
Met ingang van de dienstregeling 2013 per 9 december 2012 rijden de internationale treinen niet meer in het patroon van de intercity's, maar in een eigen patroon. Het eindpunt werd weer Amsterdam Centraal in plaats van Schiphol, maar er worden in Nederland geen intercitystations overgeslagen. De achtergrond van de wijziging is een verschuiving van de vertrektijden van de binnenlandse intercity's met een kwartier, terwijl de internationale treinen op het traject Berlin Ostbahnhof - Bad Bentheim - Nederland niet worden verschoven. Sinds 10 december 2023 worden Apeldoorn en Almelo wel overgeslagen.
De trein bestaat vooralsnog uit de oude Duitse rijtuigen zonder bistrorijtuig getrokken door een locomotief van Siemens Vectron.

#### Stoptreinen/Regionalbahn
Lange tijd was er naast de internationale intercity geen verbinding tussen Hengelo en Bad Bentheim. De frequentie van treinen was hierdoor laag en reizigers van en naar Oldenzaal moesten hierdoor via Hengelo naar Duitsland reizen. Tussen 2010 en 2013 en vanaf begin 2018 is hier verandering in gekomen:

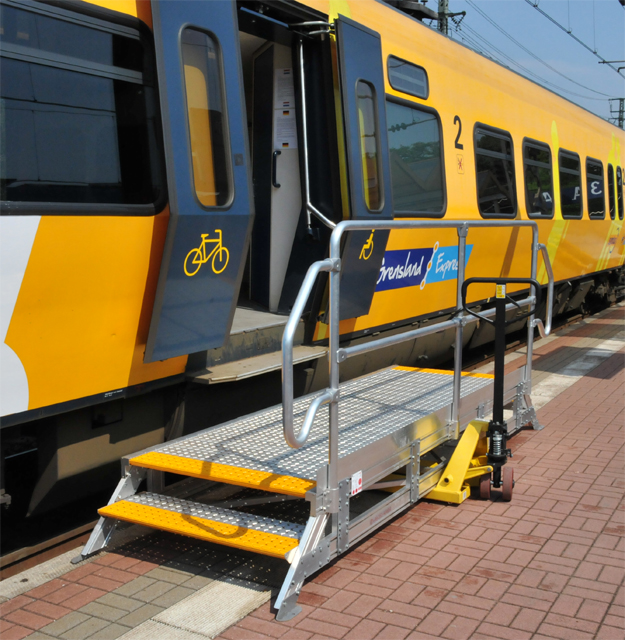
Met behulp van pompwagen verplaatsbaar plateau te Bad Bentheim

##### Grensland Express
Van 12 december 2010 tot 7 december 2013 werd eenmaal per uur een treindienst van Hengelo via Oldenzaal naar Bad Bentheim verzorgd onder de naam Grensland Express door samenwerking tussen Syntus en de Bentheimer Eisenbahn AG. De trein stopte niet op Hengelo Oost. Daardoor was het mogelijk aansluitingen te bieden op openbaar vervoer in Nederland en Duitsland. Er werd gebruikgemaakt van treinstel 3436 van het type DM 90 (de Buffel). Het streefgetal voor voortzetting van de dienst was 600 grensoverschrijdende passagiers per dag. Begin 2011 waren dat er 90, in april van dat jaar 180, in juli 229 en begin 2012 stond het aantal op 200-250 per dag. Dat was niet genoeg en daarom werd de treindienst op 7 december 2013 opgeheven. Dit gesubsidieerde experiment kostte in totaal 6 miljoen euro. Ook de stad Nordhorn droeg bij aan de Grensland Express. Het traject had vanuit Bad Bentheim verlengd kunnen worden naar Nordhorn, dat aan de goederenspoorlijn van de Bentheimer Eisenbahn van Bentheim naar Coevorden in Drenthe ligt.

##### Wiehengebirgsbahn
Keolis verzorgt sinds 10 december 2017 vijftien jaar lang het personenvervoer op het traject Bielefeld - Bad Bentheim onder de naam eurobahn. Vanaf 14 januari 2018, een maand later dan voorzien, werd de bestaande Regionalbahn Bielefeld - Bad Bentheim doorgetrokken naar Hengelo. De start ging niet zonder problemen waardoor de trein een dag later werd geschrapt tussen Hengelo en Bad Bentheim. Eurobahn kampte met problemen met de nieuwe Stadler FLIRT-treinen bij het overschakelen van het Duitse naar het Nederlandse net.  Op 26 februari 2018 werd de dienstregeling tussen Hengelo en Bad Bentheim hervat.

### Bad Bentheim - Salzbergen
Sinds 10 december 2017 verzorgt eurobahn het vervoer op het traject Bad Bentheim - Salzbergen. Tot dan werd de dienst tien jaar lang verzorgd door Westfalenbahn en voor 10 december 2007 werd de dienst verzorgd door de Deutsche Bahn.